# Скрипка, Олег Васильевич
Олег Васильевич Скрипка (23 ноября 1972, Волжский — 3 марта 1996, Серноводское) — младший сержант МВД России, милиционер-боец ОМОН при УВД г. Волжского, участник Первой чеченской войны. Кавалер ордена Мужества (посмертно).

## Биография
Родился 23 ноября 1972 года в Волжском. Родители — Раиса Ивановна и Василий Мефодьевич. Учился в средней школе № 30 в 1980—1988 годах и в ПТУ № 28 г. Волгограда в 1988—1990 годах (специальность — «моторист-рулевой»). Работал в Волжском речном порту. В 1991—1993 годах проходил срочную в вооружённых силах Российской Федерации в воинской части в Щёлково (рядовой, старший механик-водитель).
С 17 декабря 1993 года работал в УВД города Волжский, был милиционером бойцом местного ОМОН. С 25 сентября по 9 ноября 1995 года пребывал в служебной командировке в Чечне, участвуя в борьбе против незаконных вооружённых формирований. Отличник милиции (октябрь 1995 года).
6 февраля 1996 года младший сержант милиции Олег Скрипка отправился в свою вторую командировку в Чечню. 3 марта группа бойцов ОМОН, в составе которой был Скрипка, вошла в Серноводское. Занявшие позиции в домах и на ферме боевики открыли шквальный огонь по милиционерам: Скрипка получил минно-взрывное ранение живота в результате разрыва мины и скончался на месте. В том же бою погиб его сослуживец и земляк Виталий Дубина.
Похоронен на Волжском кладбище. Посмертно награждён орденом Мужества «за проявленное мужество и героизм при выполнении служебного долга».

## Память
- Навечно зачислен в списки личного состава ОМОН при УВД г. Волжского, а также занесён в книгу памяти ГУВД Волгоградской области[5].
- Имя бойца ОМОН Олега Скрипки носит средняя школа № 11 в Волжском[5]. В 2013 году в 10-м микрорайоне Волжского появилась аллея памяти Олега Скрипки[4].